# 庫濟明基站
庫濟明基站（羅馬化：Kuzminki）是莫斯科地鐵塔甘卡－紅普列斯尼亞線的一個車站，位於莫斯科東南部，開通於1966年12月31日。車站的名稱是來自於車站所在地的庫濟明基區。